# 語言發展遲緩
語言發育遲緩是指兒童語言發展的能力比同齡兒童水平低，或以較長時間在達到同樣的語言能力。和語音發育遲緩不同，語言發育遲緩不包括發音的問題，而專指理解和運用語言的能力。即使兒童有正常的發音能力，亦可能因為腦部發展，難以辨認、理解和運用字詞。語言和發音是兩個不同的階段，語言能力是指把聽到或看到的句子辨認和理解，以及把腦裏所想的變成字句，而發音是透過器官去製造字詞的聲音。一些兒童可能只有語音發展遲緩，但沒有語言發展遲緩的問題。這類兒童會嘗試說話，但所說的話其他人會聽不懂。但有語言發展遲緩問題的兒童，卻很可能因為無法把語音和事物連結起來，而同時有語音發展遲緩的問題。
特定型語言障礙(specific language impairment)主要是指在各方面發展正常，但語言發展遲緩者，且其語言學習困難並非源於智能障礙、感官缺損、嚴重的情緒行為問題，或行為損傷。
語言發育遲緩通常分為接受和表達類。「接受」是指辨別和理解字句的過程，包括聽和讀的能力，而「表達」是指表達自己的想法和需要，包括說話和寫作的能力。這兩樣都影響一個人能否和他人溝通。語言發育遲緩的原因可以是社群、心理和認知的因素。而當兒童在學習語言某個階段遇上難關的時候，會影響他去發展下一階段的語言能力。例如，若果一個兒童仍然難以連結字詞的聲音和物件的關係，則可能亦難以理結書寫的符號和聲音的關係。因此本身語言發育遲緩的人，需要更多協助去解決讀寫困難。
精神科科學家史提芬．平克發現一些語言發育遲緩的人反而分析能力特別強，例如愛恩斯坦，故此大膽假設兩者或有關聯。2005年，有研究者發現一對基因的異常可能和威廉氏綜合症患者語言發育遲緩有關。暫時還沒有一套能完全根治語言發育遲緩的方法，不少報告指出只有一部份語言發育遲緩的兒童能夠透過言語治療和特殊教育去改善。

## 徵狀
兒童能夠發出一些聲音，但仍然無法組織成有意思的字句。又或者能夠說一些簡單的字，即使在引導下仍然無法把字詞組合成有意思的句子，無法表達他的想法；或要說出句子有困難，經常重覆或停頓，又話只是說到一半就停了，忘記之後該怎麼說。又或者理解別人的指令有困難。

## 成因
有報告指母親在懷孕期間若果壓力大會導致兒童語言發育遲緩。而自閉症和注意力不足過動症也經常與語言發展遲緩。除此之外，初生嬰兒的生長環境亦有關，有研究指若果兒童常常只是看電視，而缺乏和父母的互動交流，學習語言會較慢。而陌生的環境，或經常得到不友善的回應，也會導致兒童有心理壓力而無法集中精神聆聽和說話。
2017年5月，Moscone West Convention Center的公开研究结果认为，使用手持电子触屏设备，会导致幼儿的语言发展迟缓。